# Dragon Attack
«Dragon Attack» (укр. «Атака дракона») — пісня британського рок-гурту «Queen», яку написав гітарист гурту Браян Мей. Пісня є другим треком на восьмому студійному альбомі «Queen» «The Game», також вона була представлена на Б-стороні британського релізу синглу «Another One Bites the Dust».
Бас-гітарист Джон Дікон стверджував, що це його улюблена пісня «Queen».
Треш-метал гурт «Testament» створив кавер-версію цієї пісні як бонус-трек до свого альбому «Dark Roots of Earth» 2012 року.

## Учасники запису
- Фредді Мерк'юрі — головний вокал і бек-вокал
- Браян Мей — електрогітара, бек-вокал
- Роджер Тейлор — барабани, дзвін, перкусія, бек-вокал
- Джон Дікон — бас-гітара

## Чарти
| Чарт (2018)    | Позиція |
| -------------- | ------- |
| Франція (SNEP) | 87      |